# Azalea Quiñones
Azalea Quiñones   (El Tigre, 27 de maig de 1951) és una pintora i poeta veneçolana. Combina tècniques de dibuix, pintura i collage, i fa servir materials com ara carbó vegetal, llapis, jute, oli, pastels, i seda.
El seu llibre Purísima inclou tant prosa com poesia.
Quiñones va rebre el Premi Nacional d'Arts Plàstiques de Veneçuela el 2010. Les seves obres han estat exposades entre d'altres al Saló Nacional de Joves Artistes, la Galeria Tiempo Argentino, la primera Biennal de l'Havana i la Galeria d'Art Nacional (GAN), i a l'internacional.

## Joventut i educació
El 1956, la família Quiñones-Hernández es va traslladar a Caracas. El 1972 va ingressar a l'Escola d'Arts Plàstiques Cristòbal Rojas de Caracas, on va estudiar amb artistes com Luis Guevara Moreno, Alirio Rodríguez, Edgar Sánchez i Pedro León Zapata.
El 1975 es va graduar a l'Escola d'Arts Plàstiques Cristóbal Rojas. Va viatjar a Bogotà i Medellín entre 1976 i 1977. Es va inspirar en l'obra del pintor colombià Fernando Botero.

## La seva obra
A la dècada del 1980 va viatjar per tot Europa. Mentre s'estava a Madrid va conèixer la sèrie de Pintures Negres de Goya i a Barcelona amb les obres de Gaudí. Va assistir a la Biennal de Venècia i va tornar a Espanya on va estudiar l'obra de Picasso.
Va tornar a Veneçuela el 1981 i es va inspirar en les Pintures Negres, va crear una sèrie de retrats a gran escala i autoretrats religiosos. Va introduir el doble autorretrat que ha desenvolupat al llarg de la seva carrera, el més evident en la seva obra El Arcángel. Aleshores va començar a centrar el seu treball en la doble identitat i experiència (desdoblament).
Els seus primers autoretrats nus es van fer amb un tema religiós, i van incorporar personatges públics veneçolans. La crucifixió esdevé el centre de la seva obra religiosa, com La Cena, on personifica Jesús i Judes amb un doble autoretrat. Va iniciar una breu «fase blanca» basada en el tema de la comunió.
El 1982, Quiñones va acabar la sèrie Penintencias, amb collages en els seus autoretrats. Va començar la sèrie de collages La Boda, i va acabar amb la fase blanca, que es va desenvolupar amb un misticisme religiós més ben exemplificat per l'obra Los Invitados. El 1984, comença la fase vermella amb Las Niñas de Carroll, un homenatge a Lewis Carroll. Va acabar la sèrie amb El Tarot en esbós i pintura a l'oli.
El 1987 va presentar una pintura de nu per a l'exposició de fotografia Los Revulsivos de Luigi Scotto. Aquesta exposició es va mostrar a la galeria Los Espacios Cálidos en l'Ateneu Caracas. Un any després, l'exposició es va exhibir al sud del Brasil.
A principi de la dècada del 1990, Quiñones va començar la sèrie Tiempo de Flores y Otros Deleites, on es presentaven obres pintades amb els dits. Posteriorment va viatjar a les muntanyes dels Andes veneçolans i es va allotjar a Rubio (una ciutat de l'estat de Táchira) durant un any. Allà va fer la sèrie Los Infantes, que deia que es va inspirar en els seus somnis amb jocs, nines i objectes de la seva infància vestits d'il·lusió i fantasia. La sèrie utilitzava mitjans mixtes que incloïen pintures a l'oli sobre paper. Quiñones va tornar a Caracas a mitjan 1995. A Caracas, va exposar la sèrie Los Infantes i va acabar la sèrie de pintura a l'oli Viaje al fin de la noche, on va començar a explorar de nou els autoretrats nus. Va integrar profundament la religió catòlica en la seva vida i obra.
A principi del 1999 va continuar amb personatges quotidians i va incloure retrats de nens, famílies jueves i víctimes de l'Holocaust. Textures i ràpids cops de pinzell es poden veure en el fons de les pintures. Va exposar la sèrie de pintura a l'oli anomenada Por el Mundo.
Azalea Quiñones va completar el tríptic titulat Paz en la tierra (2002), seguit de les peces Rojo infinito (2004) i Del infinito Rojo (2004). Va rebre el Premi Nacional de Cultura d'Arts Plàstiques de Veneçuela 2008-2010.